# Альбикокко, Жан-Габриель
Жан-Габриель Альбикокко (фр. Jean-Gabriel Albicocco; 15 февраля 1936, Канны, Франция — 10 апреля 2001, Рио-де-Жанейро, Бразилия) — французский кинорежиссёр итальянского происхождения.

## Биография
Альбикокко родился 15 февраля 1936 года в Каннах. Его отец — Кинто Альбикокко (1913—1995), французский кинооператор.
Карьеру начал, работая с Marc’O, как кинорежиссёр для закрытого показа, на 7-м Каннском кинофестивале в 1954 году. Он был помощником Жюля Дассена в фильме «Тот, кто должен умереть» в 1957 году, прежде чем сделать несколько короткометражных и художественных фильмов в течение десяти лет.
В 1960 году он женился на французской актрисе и певице Мари Лафоре, которая снялась в его фильме «Златоокая девушка» по одноимённой новелле Оноре де Бальзака, опубликованной в 1835 году. После этого фильма прозвище героини закрепилось за самой актрисой. В 1967 году экранизировал роман Алена-Фурнье «Большой Мольн».
Участвовал в создании Общества кинорежиссёров (Société des réalisateurs de films), а с 1980 года представлял французскую кинопромышленность в Бразилии.

## Фильмография
- 1961 — Златоокая девушка / La Fille aux yeux d'or
- 1963 — Американская крыса / Le Rat d'Amérique
- 1967 — Большой Мольн / Le Grand Meaulnes
- 1970 — Сумасшедшее сердце / Le Cœur fou
- 1971 — Маленькое утро / Le Petit Matin
- 1971 — Мастерство любви / Faire l'amour : De la pilule à l'ordinateur